# Epipedobates darwinwallacei
Epipedobates darwinwallacei  (лат.) — вид бесхвостых земноводных из семейства древолазов. Обитает в северо-западном Эквадоре на высоте 1250-1390 м над уровнем моря.

## Описание
Длина тела 13-19.5 мм у самок, у самца 16.6, I палец длиннее II; III палец опухший у взрослых самцов; базальная перепонка между II, III и IV пальцами; короткая плюсневая складка; кожа спина мелкозерниста; спинка чёрная с ярко-оранжевыми или жёлтыми пятнами при жизни; длина косой боковой полосы неполная, структура варьирует от сплошной до образованной сериями пятен; вентролатеральная линия образована серией соединённых между собой пятен до сплошной; горло тёмное со светлой средней продольной полосой или пятном; брюшная полость тёмная с крупными оранжевыми пятнами; предплюсневый киль прямой или слабоизогнутый, отходящий проксимолатерально от преаксиального края внутреннего плюсневого бугорка или короткий, бугорковидный, поперечно поперёк лапки, не заходящий от плюсневого бугорка.
Epipedobates darwinwallacei отличается от всех родственных видов окраской и килями лапок. Epipedobates anthonyi и Epipedobates tricolor имеют дорсальные и косые латеральные полосы светлые и сплошные, паховая и задняя икроножная области оранжевые, тарзальный киль крупный и сильно изогнутый. Epipedobates machalilla отличается бледно-оливково-коричневой окраской спины с тёмно-коричневыми отметинами, сплошной косой боковой полосой и цельные, паховая и задняя области голени жёлтые или желтовато-оранжевые, тарзальный киль крупный и сильно изогнутый. У Epipedobates boulengeri спина однородная, цвет варьируется от тёмно-коричневой до тёмно-красной окраски, боковая косая полоса сплошная и сплошная. Сплошная губная полоса, брюшная полость беловато голубая с тёмными пятнами/сетчатой структурой/мраморностью, киль предплюсны большой и сильно изогнутый. Epipedobates espinosai имеет спинку от медно-коричневой до тёмно-красной с латеральными косыми и лабиальными полосами, образованными серией неполных пятен, брюшную полость тёмную с беловато-голубыми, голубыми или бирюзовыми пятнами/сетчатыми пятнами, тарзальный киль большой и сильно изогнутый. Epipedobates narinensis отличается тем, что его спинка равномерно зелёная с полными латеральными косыми и лабиальными полосами, тарзальный киль крупный и сильно изогнутый, брюшная сторона светло-зелёная с тёмной сеткой/мраморностью.
Верхние поверхности головы и тела мелкозернистые; постерические табальные бугорки отсутствуют; брюшная кожа гладкая; клоакальные бугорки отсутствуют. Рыло немного выходит за передний край челюсти; рыло выступает сбоку, слегка закруглено сверху; ноздри сверху не видны: барабанная перепонка скрыта под кожей, барабанное кольцо слабо выражено в её передне-вентральной части, барабанная складка отсутствует; ростральный угол глазной щели округлый или слабо выраженный: лореальная область слегка вогнутая.
Относительная длина пальцев III>1>IIHV; Палец III не опухший у голотипа самки. Бугорок тенара плоский, но заметный, вздутый и расположен на внешнем крае у основания большого пальца: ладонный бугорок большой, плоский и округлый; один подсуставной бугорок хорошо выражен на I и II пальцах. и два на пальцах III и IV: дистальные бугорки плохо выражены и менее выпуклые; перепонки между пальцами отсутствуют: дополнительные бугорки отсутствуют, пальцы с боковой бахромой.
Относительная длина пальцев IV-III-V>II>1: пальцы с латеральной каймой, с базальной перепонкой между II, III и IV пальцами: бугорок округлый и выступающий, подсуставные бугорки выступающие, по одному на I и II пальцах, по два на III и V пальцах и. три на IV пальце ноги. Предплюсневый киль тонко изогнут, отходит от внутреннего плюсневого бугорка. Kиль предплюсны прямой или слабо изогнутый, отходящий проксимолатерально от преаксиальной кромки внутреннего плюсневого бугорка. 

### Прижизненная окраска
Спинной фон от чёрного до тёмно-коричневого с ярко-жёлтыми или оранжевыми пятнами (иногда образующими сетчатые ткани) и частично косой боковой полосой от ярко-жёлтого до оранжевого цвета. Вентролатеральная линия образована жёлтыми пятнами. Горло тёмное с жёлтой светлой продольной полосой посередине. Брюшная полость тёмная с большими оранжевыми пятнами.

### Окраска после фиксации
Спинной фон тёмный с кремовыми пятнами (иногда образующими сеточку) и кремовой частичной косой боковой полосой. Вентролатеральная линия образована кремовыми пятнами. Горло тёмное с кремово-светлой продольной полосой посередине. Брюшная полость тёмная с крупными кремовыми пятнами.

### Вариация
Большинство признаков консервативны по своей морфологии, наибольшая изменчивость наблюдается в киле предплюсны, который прямой или слабо изогнут и простирается проксимолатерально от преаксиального края внутреннего плюсневого бугорка; или короткие, бугорковидные, поперечные поперёк плюсны, не отходящие от плюсневого бугорка. Опухший безымянный палец у самцов. Хроматическая изменчивость наиболее выражена в строении косой боковой полосы, которая варьирует от сплошной до образованной сериями пятен; окраска спины различается по размеру и интенсивности оранжевых (кремовых до половой зрелости) пятен; у одних экземпляров пятна редуцированы, не образуя сеточки, у других пятна сливаются, образуя срединную линию; горло может иметь только срединную линию или дополнительные пятна; бока варьируются от жёлтых (кремовых до половой зрелости) пятен до равномерно тёмных (последнее, если это наиболее обычное состояние).

## Биология
Epipedobates darwinwallacei встречается на западных склонах Западной Кордильеры в Андах на северо-западе Эквадора на известных высотах 1250-1390 м над уровнем моря. Днём его находили на земле, на заброшенных пастбищах у границ леса, внутри участков растения Guadua, вторичных и первичных лесах, всегда рядом или внутри болот и ручьёв с медленным течением. Было замечено, что особи активно передвигались среди травы и опавших листьев, а иногда (особенно при преследовании) прыгали в воду.
Ночью некоторые особи (вероятно, спящие) были найдены сидящими на листьях трав на высоте 5 см от пола, недалеко от ручьёв. Epipedobates darwinwallacei обнаружены микросимпатрическими с Pristimantis achatinus, Dendropsophus carnifex и Leptodactylus ventrimaculatus.

## Таксономия
В молекулярной филогении Santos et al., Epipedobates darwinwallacei является представителем рода Epipedobates. Согласно этой филогении, Epipedobates darwinwallacei является сестринским видом по отношению к Epipedobates espinosai, который формирует кладу, которая, в свою очередь, является сестринским таксоном другой клады, содержащей Epipedobates anthonyi, Epipedobates machalilla и Epipedobates tricolor . Epipedobates boulengeri будет базальным таксоном всех упомянутых выше видов. Epipedobates darwinwallacei ранее путали с Epipedobates boulengeri и Epipedobates espinosai; однако их морфологические характеристики позволяют их чётко дифференцировать.

## Этимология
Видовое название дано в честь Чарльза Дарвина и Альфреда Рассела Уоллеса, двух британских натуралистов, которые независимо друг от друга предложили процессы естественного отбора в качестве ключевых механизмов эволюции. Их работы являются не только основой современной биологии и изменили наше понимание и развитие наук о жизни, но и ответственны за принятие светского объяснения мира, революционизируя наши представления о прошлом, настоящем и будущем, а также роль человека в нём.